# Fußball-Europameisterschaft 2021/Gruppe F
| Pl.                                                                                        | Land        | Sp. | S | U | N | Tore    | Diff. | Punkte |
| ------------------------------------------------------------------------------------------ | ----------- | --- | - | - | - | ------- | ----- | ------ |
| 1.                                                                                         | Frankreich  | 3   | 1 | 2 | 0 | 004:300 | +1    | 05     |
| 2.                                                                                         | Deutschland | 3   | 1 | 1 | 1 | 006:500 | +1    | 04     |
| 3.                                                                                         | Portugal    | 3   | 1 | 1 | 1 | 007:600 | +1    | 04     |
| 4.                                                                                         | Ungarn      | 3   | 0 | 2 | 1 | 003:600 | −3    | 02     |
| Für die Platzierung war der direkte Vergleich ausschlaggebend (Portugal – Deutschland 2:4) |             |     |   |   |   |         |       |        |

Gruppe F der Fußball-Europameisterschaft 2021:

## Ungarn – Portugal 0:3 (0:0)
| Ungarn                                                       | Ungarn | Portugal | Portugal | Aufstellung                       |
| ------------------------------------------------------------ | --- | --- | -------- | --------------------------------- |
| Ungarn                                                       | \| 1. Spieltag \| \| 15. Juni 2021 um 18:00 Uhr (MESZ) in Budapest (Puskás Aréna) \| \| Zuschauer: 55.662 \| \| Schiedsrichter: Cüneyt Çakır ( Türkei) 1 \| \| Spielbericht \| | \| 1. Spieltag \| \| 15. Juni 2021 um 18:00 Uhr (MESZ) in Budapest (Puskás Aréna) \| \| Zuschauer: 55.662 \| \| Schiedsrichter: Cüneyt Çakır ( Türkei) 1 \| \| Spielbericht \|                                                                                                   | Portugal | Aufstellung Ungarn gegen Portugal |
| Ungarn                                                       | Péter Gulácsi – Endre Botka, Willi Orban, Attila Szalai – Gergő Lovrencsics, László Kleinheisler (78. Dávid Sigér), Ádám Nagy, András Schäfer (65. Loïc Négo), Attila Fiola (88. Kevin Varga) – Ádám Szalai , Roland Sallai (77. Szabolcs Schön) Cheftrainer: Marco Rossi ( Italien) | Rui Patrício – Nélson Semedo, Rúben Dias, Pepe, Raphaël Guerreiro – Danilo Pereira, William Carvalho (81. Renato Sanches) – Bruno Fernandes (89. João Moutinho) – Bernardo Silva (71. Rafa Silva), Cristiano Ronaldo , Diogo Jota (81. André Silva) Cheftrainer: Fernando Santos | Portugal | Aufstellung Ungarn gegen Portugal |
| Ungarn                                                       | 0:1 Guerreiro (84.) 0:2 Cristiano Ronaldo (87., Foulelfmeter) 0:3 Cristiano Ronaldo (90.+2) | | Portugal | Aufstellung Ungarn gegen Portugal |
| Ungarn                                                       | Négo (80.), Orban (86.) | Dias (38.) | Portugal | Aufstellung Ungarn gegen Portugal |
| Ungarn                                                       | Star des Spiels: Cristiano Ronaldo (Portugal) | | Portugal | Aufstellung Ungarn gegen Portugal |
| 1. Spieltag                                                  | | |          |                                   |
| 15. Juni 2021 um 18:00 Uhr (MESZ) in Budapest (Puskás Aréna) | | |          |                                   |
| Zuschauer: 55.662                                            | | |          |                                   |
| Schiedsrichter: Cüneyt Çakır ( Türkei) 1                     | | |          |                                   |
| Spielbericht                                                 | | |          |                                   |

Portugals Cristiano Ronaldo wurde durch seinen Startelfeinsatz zum ersten Spieler überhaupt, der an fünf Europameisterschaften teilnahm; durch seine Tore erhöhte er seinen Wert auf elf Treffer, was vor ihm noch keinem Spieler gelungen war. Sein Team hatte bereits in den ersten zwei Minuten zwei gute Chancen auf die Führung, scheiterte aber in Person von Diogo Jota erst an Torhüter Péter Gulácsi, der Nachschuss ging dann über das Tor. Im weiteren Verlauf stemmte sich der „Underdog“ gegen den amtierenden Titelträger und ließ bis kurz vor der Halbzeit keinen Vorstoß mehr zu. Jota konnte sich erneut nicht gegen Gulácsi durchsetzen und auch Cristiano Ronaldo konnte nicht treffen. Die zweite Halbzeit begann mit einer Dominanzphase der Ungarn, die auch zu zwei Torgelegenheiten kamen. Ab der 84. konnte Portugal dann aber letztendlich seine statistische Überlegenheit unter Beweis stellen. Erst traf Außenbahnspieler Raphaël Guerreiro zum 1:0, dann verwandelte Cristiano Ronaldo erst einen Foulelfmeter und erhöhte in der Nachspielzeit zum 3:0-Endstand. Ungarns Verteidiger Willi Orban fälschte beim Schuss von Guerreiro erst den Ball so unglücklich ab, dass sein Keeper keine Chance mehr auf eine Rettung hatte, später verursachte er durch ein Foul den Strafstoß.

## Frankreich – Deutschland 1:0 (1:0)
| Frankreich                                                   | Frankreich | Deutschland | Deutschland | Aufstellung                              |
| ------------------------------------------------------------ | --- | --- | ----------- | ---------------------------------------- |
| Frankreich                                                   | \| 1. Spieltag \| \| 15. Juni 2021 um 21:00 Uhr (MESZ) in München (Allianz Arena) \| \| Zuschauer: 13.000 \| \| Schiedsrichter: Carlos del Cerro Grande ( Spanien) 2 \| \| Spielbericht \|                                                                | \| 1. Spieltag \| \| 15. Juni 2021 um 21:00 Uhr (MESZ) in München (Allianz Arena) \| \| Zuschauer: 13.000 \| \| Schiedsrichter: Carlos del Cerro Grande ( Spanien) 2 \| \| Spielbericht \|                                                                          | Deutschland | Aufstellung Frankreich gegen Deutschland |
| Frankreich                                                   | Hugo Lloris – Benjamin Pavard, Raphaël Varane, Presnel Kimpembe, Lucas Hernández – Paul Pogba, N’Golo Kanté, Adrien Rabiot (90.+4 Ousmane Dembélé) – Antoine Griezmann, Karim Benzema (89. Corentin Tolisso), Kylian Mbappé Cheftrainer: Didier Deschamps | Manuel Neuer – Matthias Ginter (87. Emre Can), Mats Hummels, Antonio Rüdiger – Joshua Kimmich, İlkay Gündoğan, Toni Kroos, Robin Gosens (88. Kevin Volland) – Kai Havertz (74. Leroy Sané), Thomas Müller, Serge Gnabry (74. Timo Werner), Cheftrainer: Joachim Löw | Deutschland | Aufstellung Frankreich gegen Deutschland |
| Frankreich                                                   | 1:0 Hummels (20., Eigentor) | | Deutschland | Aufstellung Frankreich gegen Deutschland |
| Frankreich                                                   | Kimmich (7.) | | Deutschland | Aufstellung Frankreich gegen Deutschland |
| Frankreich                                                   | Star des Spiels: Paul Pogba (Frankreich) | | Deutschland | Aufstellung Frankreich gegen Deutschland |
| 1. Spieltag                                                  | | |             |                                          |
| 15. Juni 2021 um 21:00 Uhr (MESZ) in München (Allianz Arena) | | |             |                                          |
| Zuschauer: 13.000                                            | | |             |                                          |
| Schiedsrichter: Carlos del Cerro Grande ( Spanien) 2         | | |             |                                          |
| Spielbericht                                                 | | |             |                                          |

Bundestrainer Löw schickte sein Team in einem 3–4–3 aufs Feld und bot unter anderem die nach drei Jahren Abstinenz zurückgeholten Routiniers Thomas Müller und Mats Hummels auf, ferner wurde Joshua Kimmich auf der halbrechten Außenposition aufgestellt. Der amtierende Weltmeister ließ die Deutschen zunächst kombinieren, jedoch nie bis an den eigenen Strafraum heranrücken. Nach einem Vorstoß Frankreichs spielte Paul Pogba den Ball von der Strafraumkante aus per Außenrist zum Außenverteidiger Lucas Hernández, der von der linken Seite aus in den Fünfmeterraum passte. Dort gelangte jedoch kein Franzose an den Ball, sondern Verteidiger Hummels, welcher das Spielgerät bei einem Klärungsversuch ins eigene Tor lenkte. Das deutsche Team hatte noch nie zuvor bei einer Europameisterschaft die erste Begegnung verloren oder ein Eigentor geschossen. Bis zum Halbzeitpfiff bemühten sich die in Rückstand geratenen Deutschen, İlkay Gündoğan nutzte aber unter Bedrängnis die einzige Chance auf einen Ausgleich in der 38. Minute nicht. Frankreich wartete in der ersten Hälfte hauptsächlich auf Fehler des Gegners, um dann mit Tempo umzuschalten und zu kontern, 64 % ihrer Zweikämpfe konnten die Bleus darüber hinaus für sich entscheiden. Zu Beginn der zweiten Hälfte hatte erst Adrien Rabiot die Chance auf das 2:0, kurz darauf Serge Gnabry auf den Ausgleich; beide scheiterten aber am jeweiligen Torgehäuse. Nach etwas mehr als einer Stunde setzte sich Stürmer Kylian Mbappé gegen drei Deutsche durch, stand jedoch zuvor im Abseits, weshalb sein Treffer nach einem Hinweis des VAR nicht gegeben wurde. Löw reagierte in der 74. Minute mit der Hereinnahme der Offensivspieler Timo Werner und Leroy Sané, doch nach wie vor führten die vielen hohen Bälle der Deutschen nicht zum gewünschten Erfolg. In der Schlussphase stand Mbappé während des Zuspiels auf Karim Benzema, der im Anschluss traf, erneut im Abseits, weshalb es letztendlich beim 1:0 blieb.
Im Vorfeld der Partie blieb ein Mann mit einem Motorschirm an einem fix installierten Seil, das als Blitzableiter diente, hängen, geriet in Sinkflug, streifte die Zuschauerränge und landete auf dem Spielfeld. Bei der als Protest von Greenpeace gegen Volkswagen geplanten Aktion wurden zwei Personen auf den Rängen verletzt. Die beiden Männer erlitten Kopfverletzungen und mussten medizinisch versorgt werden. Die Aktion rief aufgrund der Gefährdung von Zuschauern starke Kritik hervor. So kritisierte die UEFA sie als eine „rücksichtslose und gefährliche Aktion“, die schwerwiegende Folgen für viele Menschen hätte haben können. Auch der DFB, der bayerische Ministerpräsident Markus Söder und weitere Politiker äußerten sich ähnlich. Greenpeace entschuldigte sich. Der bayerische Innenminister Joachim Herrmann sagte gegenüber der Bild-Zeitung: „Es ist ausdrücklich für die Zeit der EM über der Allianz-Arena totales Flugverbot erlassen worden. Ich gehe davon aus, dass Greenpeace das auch gewusst hat. Man hat aufgrund der Beschriftung ‚Greenpeace‘ davon abgesehen, dass Scharfschützen hier eingegriffen haben. Wenn die Polizei zu einer anderen Einschätzung gekommen wäre, dass es sich um einen Terror-Anschlag handeln könnte, dann hätte der Flieger die Aktion möglicherweise mit seinem Leben bezahlen müssen.“

## Ungarn – Frankreich 1:1 (1:0)
| Ungarn                                                       | Ungarn | Frankreich | Frankreich | Aufstellung                         |
| ------------------------------------------------------------ | --- | --- | ---------- | ----------------------------------- |
| Ungarn                                                       | \| 2. Spieltag \| \| 19. Juni 2021 um 15:00 Uhr (MESZ) in Budapest (Puskás Aréna) \| \| Zuschauer: 55.998 \| \| Schiedsrichter: Michael Oliver ( England) 3 \| \| Spielbericht \|                                                                                   | \| 2. Spieltag \| \| 19. Juni 2021 um 15:00 Uhr (MESZ) in Budapest (Puskás Aréna) \| \| Zuschauer: 55.998 \| \| Schiedsrichter: Michael Oliver ( England) 3 \| \| Spielbericht \| | Frankreich | Aufstellung Ungarn gegen Frankreich |
| Ungarn                                                       | Péter Gulácsi – Endre Botka, Willi Orbán, Attila Szalai – Loïc Négo, László Kleinheisler (84. Gergő Lovrencsics), Ádám Nagy, András Schäfer (75. Tamás Cseri), Attila Fiola – Ádám Szalai (26. Nemanja Nikolics), Roland Sallai Cheftrainer: Marco Rossi ( Italien) | Hugo Lloris – Benjamin Pavard, Raphaël Varane, Presnel Kimpembe, Lucas Digne – Paul Pogba (76. Corentin Tolisso), N’Golo Kanté, Adrien Rabiot (57. Ousmane Dembélé, 87. Thomas Lemar) – Antoine Griezmann, Karim Benzema (76. Olivier Giroud), Kylian Mbappé Cheftrainer: Didier Deschamps | Frankreich | Aufstellung Ungarn gegen Frankreich |
| Ungarn                                                       | 1:0 Fiola (45.+2) | 1:1 Griezmann (66.) | Frankreich | Aufstellung Ungarn gegen Frankreich |
| Ungarn                                                       | Botka (52.) | Pavard (10.) | Frankreich | Aufstellung Ungarn gegen Frankreich |
| Ungarn                                                       | Star des Spiels: László Kleinheisler (Ungarn) | | Frankreich | Aufstellung Ungarn gegen Frankreich |
| 2. Spieltag                                                  | | |            |                                     |
| 19. Juni 2021 um 15:00 Uhr (MESZ) in Budapest (Puskás Aréna) | | |            |                                     |
| Zuschauer: 55.998                                            | | |            |                                     |
| Schiedsrichter: Michael Oliver ( England) 3                  | | |            |                                     |
| Spielbericht                                                 | | |            |                                     |

Das Spiel zwischen dem Außenseiter der Gruppe sowie dem amtierenden Weltmeister verfolgten die bis dato meisten Zuschauer in Budapest. Nach einer Handabwehr Péter Gulácsis hatte Antoine Griezmann im Nachschuss früh die erste Chance auf die Führung, der ungarische Keeper reagierte aber erneut gut und wehrte auch dessen Schuss ab. Nach 26 Minuten musste Ádám Szalai aufgrund hitzebedingter Kreislaufbeschwerden verfrüht vom Platz und wurde durch Nemanja Nikolics ersetzt. Vor der Pause setzten sowohl Kylian Mbappé als auch Karim Benzema ihre Schüsse am Tor vorbei, woraufhin Frankreich nach wie vor ohne eigenen Turniertreffer blieb. Die Ungarn, die bis dahin kaum vor dem gegnerischen Tor in Erscheinung getreten waren, gingen dann schließlich in der Nachspielzeit der ersten Hälfte überraschend in Führung. Ein Angriff, der am Mittelkreis begann, führte über die linke Außenbahn, von wo aus Mittelfeldspieler Attila Fiola startete und sich nach einem Doppelpass mit Roland Sallai gegen drei Franzosen durchsetzen konnte. Zu Beginn der zweiten Hälfte wurden die Franzosen stärker, Ousmane Dembélé scheiterte zunächst am Gehäuse der Ungarn. Nach etwas mehr als einer Stunde gelangte ein Abschlag von Hugo Lloris bis vor den Strafraum der Ungarn, wo Mbappé und Griezmann gemeinsam den Ausgleichstreffer produzierten. Auch in der zweiten Partie Ungarns hätte Verteidiger Willi Orban die Möglichkeit gehabt, einen Treffer zu verhindern, ihm versprang jedoch der Ball nach dem Pass Mbappés. Dieser hätte kurz vor dem Ende noch den Siegtreffer erzielen können, jedoch rettete Torwart Gulácsi erneut und sicherte seiner Mannschaft so den ersten Punkt bei diesem Turnier.

## Portugal – Deutschland 2:4 (1:2)
| Portugal                                                     | Portugal | Deutschland | Deutschland | Aufstellung                            |
| ------------------------------------------------------------ | --- | --- | ----------- | -------------------------------------- |
| Portugal                                                     | \| 2. Spieltag \| \| 19. Juni 2021 um 18:00 Uhr (MESZ) in München (Allianz Arena) \| \| Zuschauer: 12.926 \| \| Schiedsrichter: Anthony Taylor ( England) 4 \| \| Spielbericht \|                                                                                       | \| 2. Spieltag \| \| 19. Juni 2021 um 18:00 Uhr (MESZ) in München (Allianz Arena) \| \| Zuschauer: 12.926 \| \| Schiedsrichter: Anthony Taylor ( England) 4 \| \| Spielbericht \| | Deutschland | Aufstellung Portugal gegen Deutschland |
| Portugal                                                     | Rui Patrício – Nélson Semedo, Pepe, Rúben Dias, Raphaël Guerreiro – Danilo, William Carvalho (58. Rafa Silva) – Bernardo Silva (46. Renato Sanches), Bruno Fernandes (64. João Moutinho), Diogo Jota (83. André Silva) – Cristiano Ronaldo Cheftrainer: Fernando Santos | Manuel Neuer – Matthias Ginter, Mats Hummels (63. Emre Can), Antonio Rüdiger – Joshua Kimmich, İlkay Gündoğan (73. Niklas Süle), Toni Kroos, Robin Gosens (63. Marcel Halstenberg) – Kai Havertz (73. Leon Goretzka), Serge Gnabry (87. Leroy Sané), Thomas Müller Cheftrainer: Joachim Löw | Deutschland | Aufstellung Portugal gegen Deutschland |
| Portugal                                                     | 1:0 Cristiano Ronaldo (15.) 2:4 Diogo Jota (67.) | 1:1 Dias (35., Eigentor) 1:2 Guerreiro (39., Eigentor) 1:3 Havertz (51.) 1:4 Gosens (60.) | Deutschland | Aufstellung Portugal gegen Deutschland |
| Portugal                                                     | Havertz (66.), Ginter (77.) | | Deutschland | Aufstellung Portugal gegen Deutschland |
| Portugal                                                     | Star des Spiels: Robin Gosens (Deutschland) | | Deutschland | Aufstellung Portugal gegen Deutschland |
| 2. Spieltag                                                  | | |             |                                        |
| 19. Juni 2021 um 18:00 Uhr (MESZ) in München (Allianz Arena) | | |             |                                        |
| Zuschauer: 12.926                                            | | |             |                                        |
| Schiedsrichter: Anthony Taylor ( England) 4                  | | |             |                                        |
| Spielbericht                                                 | | |             |                                        |

Beide Mannschaften gingen mit denselben Startformationen wie in ihren ersten Gruppenspielen in diese Partie. Relativ früh brachte Matthias Ginter über die rechte Außenbahn eine Flanke präzise in den Strafraum. Da Serge Gnabry aktiv zum Ball, den er verpasste, ging und sich zum Zeitpunkt des Abspiels im Abseits befand, zählte das durch einen Seitfallzieher erzielte Tor durch Robin Gosens nicht. Nach einer Viertelstunde trafen dann die Portugiesen regulär. Diogo Jota gab nach einer Flanke im Sechzehnmeterraum in einer Unterzahlsituation an Cristiano Ronaldo weiter, der den Ball nur noch einschieben musste und somit erstmals gegen eine deutsche A-Auswahl traf. Der Ausgleich folgte nach etwas mehr als einer halben Stunde, als Joshua Kimmich auf den erneut weit aufgerückten Außenbahnspieler Gosens spielte, der Kai Havertz bedienen wollte. Portugals Rúben Dias kam jedoch an den Ball und verursachte das erste Eigentor der Partie. Es folgte eine fünfminütige Ballbesitzphase der Deutschen, in der erneut Gosens einen Vorstoß einleitete, der zu einem weiteren Eigentor führte, wobei es diesmal Raphaël Guerreiro war, dem der Ball beim Klärungsversuch ins Tor sprang. Kurz nach dem Seitenwechsel war zum dritten Mal Gosens beteiligt, der von der linken Seite aus unbedrängt auf Havertz spielen konnte, der aus nächster Nähe die Führung ausbaute. Seine Leistung krönte der Verteidiger von Atalanta Bergamo bei seinem ersten Turnier nach einer Stunde per Kopfballtor in Folge eines hohen Zuspiels von Kimmich, wodurch Deutschland nun bereits mit 4:1 führte. Diogo Jota konnte dann zwar nach 67 Minuten auf 2:4 verkürzen, Renato Sanches hatte aber kurz darauf kein Glück, als er einen wuchtigen Distanzschuss an den Pfosten setzte, wonach sich keine weiteren Großchancen mehr für beide Teams ergaben. Mit sechs Treffern war diese Partie bis dato die torreichste des Wettbewerbs.

## Deutschland – Ungarn 2:2 (0:1)
| Deutschland                                                  | Deutschland | Ungarn | Ungarn | Aufstellung                          |
| ------------------------------------------------------------ | --- | --- | ------ | ------------------------------------ |
| Deutschland                                                  | \| 3. Spieltag \| \| 23. Juni 2021 um 21:00 Uhr (MESZ) in München (Allianz Arena) \| \| Zuschauer: 12.413 \| \| Schiedsrichter: Sergei Karassjow ( Russland) 5 \| \| Spielbericht \| | \| 3. Spieltag \| \| 23. Juni 2021 um 21:00 Uhr (MESZ) in München (Allianz Arena) \| \| Zuschauer: 12.413 \| \| Schiedsrichter: Sergei Karassjow ( Russland) 5 \| \| Spielbericht \| | Ungarn | Aufstellung Deutschland gegen Ungarn |
| Deutschland                                                  | Manuel Neuer – Matthias Ginter (82. Kevin Volland), Mats Hummels, Antonio Rüdiger – Joshua Kimmich, İlkay Gündoğan (58. Leon Goretzka), Toni Kroos, Robin Gosens (82. Jamal Musiala) – Kai Havertz (67. Timo Werner), Serge Gnabry (67. Thomas Müller), Leroy Sané Cheftrainer: Joachim Löw | Péter Gulácsi – Endre Botka, Willi Orbán, Attila Szalai – Loïc Négo, László Kleinheisler (88. Gergő Lovrencsics), Ádám Nagy, András Schäfer, Attila Fiola (88. Nemanja Nikolics) – Ádám Szalai (82. Kevin Varga), Roland Sallai (75. Szabolcs Schön) Cheftrainer: Marco Rossi ( Italien) | Ungarn | Aufstellung Deutschland gegen Ungarn |
| Deutschland                                                  | 1:1 Havertz (66.) 2:2 Goretzka (84.) | 0:1 Ad. Szalai (11.) 1:2 Schäfer (68.) | Ungarn | Aufstellung Deutschland gegen Ungarn |
| Deutschland                                                  | Gündoğan (29.), Sané (61.) | Botka (21.), Ad. Szalai (64.), Fiola (66.) | Ungarn | Aufstellung Deutschland gegen Ungarn |
| Deutschland                                                  | Star des Spiels: Joshua Kimmich (Deutschland) | | Ungarn | Aufstellung Deutschland gegen Ungarn |
| 3. Spieltag                                                  | | |        |                                      |
| 23. Juni 2021 um 21:00 Uhr (MESZ) in München (Allianz Arena) | | |        |                                      |
| Zuschauer: 12.413                                            | | |        |                                      |
| Schiedsrichter: Sergei Karassjow ( Russland) 5               | | |        |                                      |
| Spielbericht                                                 | | |        |                                      |

Seit dem Wunder von Bern trafen beide Nationen erstmals wieder in einem Pflichtspiel aufeinander, auf Seiten Deutschlands fehlte Thomas Müller angeschlagen, während Ungarn in derselben Formation wie zuvor gegen Frankreich auflief. Bereits in der 4. Minute hatte Joshua Kimmich aus spitzem Winkel die Führung auf dem Fuß, Péter Gulácsi konnte jedoch bei strömendem Regen den rutschigen Ball klären. Auf der anderen Seite nutzte der Gast aus Ungarn in der 11. Minute einen Konter über die rechte Seite, als Roland Sallai auf seinen Sturmpartner Ádám Szalai flankte, der per Flugkopfball trotz der Bedrängnis durch drei Deutsche den Führungstreffer erzielen konnte. Zehn Minuten später setzte der kopfballstarke Verteidiger Mats Hummels einen Ball per Kopf nach einer Ecke ans Lattenkreuz. Nach über einer Stunde glich Deutschland dann aus. Kimmich brachte einen Freistoß hoch in den Strafraum, Gulácsi verschätzte sich bei der Klärungsaktion, weshalb Kai Havertz in der Luft an den Ball kam und ihn zum Ausgleich ins Tor beförderte. Kapitän Szalai nutzte den schnell nach vorne gespielten Anstoß, um weit auf den aufgerückten András Schäfer zu spielen, der den einmal aufgekommenen Ball im Lauf mit dem Kopf am herausgeeilten Manuel Neuer vorbei ins Netz weiterleitete, woraufhin Ungarn erneut führte. Nach 84 Minuten leitete der eingewechselte Jamal Musiala von der Torauslinie einen Angriff ein, den der Gegner nicht klären konnte und an dessen Ende Leon Goretzka mit einem wuchtigen Schuss auf Höhe des Elfmeterpunkts den Ausgleich erzielte. Durch ein Unentschieden im Parallelspiel reichte Deutschland das Remis, um als Zweiter ins Achtelfinale vorzustoßen, Ungarn wurde mit zwei Zählern Letzter und schied aus.

## Portugal – Frankreich 2:2 (1:1)
| Portugal                                                     | Portugal | Frankreich | Frankreich | Aufstellung                           |
| ------------------------------------------------------------ | --- | --- | ---------- | ------------------------------------- |
| Portugal                                                     | \| 3. Spieltag \| \| 23. Juni 2021 um 21:00 Uhr (MESZ) in Budapest (Puskás Aréna) \| \| Zuschauer: 54.886 \| \| Schiedsrichter: Antonio Mateu Lahoz ( Spanien) 6 \| \| Spielbericht \| | \| 3. Spieltag \| \| 23. Juni 2021 um 21:00 Uhr (MESZ) in Budapest (Puskás Aréna) \| \| Zuschauer: 54.886 \| \| Schiedsrichter: Antonio Mateu Lahoz ( Spanien) 6 \| \| Spielbericht \| | Frankreich | Aufstellung Portugal gegen Frankreich |
| Portugal                                                     | Rui Patrício – Nélson Semedo (79. Diogo Dalot), Rúben Dias, Pepe, Raphaël Guerreiro – João Moutinho (72. Rúben Neves), Danilo Pereira (46. João Palhinha), Renato Sanches (88. Sérgio Oliveira) – Bernardo Silva (72. Bruno Fernandes), Cristiano Ronaldo , Diogo Jota Cheftrainer: Fernando Santos | Hugo Lloris – Jules Koundé, Raphaël Varane, Presnel Kimpembe, Lucas Hernández (46. Lucas Digne, 52. Adrien Rabiot) – Paul Pogba, N’Golo Kanté – Corentin Tolisso (66. Kingsley Coman), Kylian Mbappé – Antoine Griezmann (87. Moussa Sissoko), Karim Benzema Cheftrainer: Didier Deschamps | Frankreich | Aufstellung Portugal gegen Frankreich |
| Portugal                                                     | 1:0 Cristiano Ronaldo (31., Foulelfmeter) 2:2 Cristiano Ronaldo (60., Handelfmeter) | 1:1 Benzema (45.+2, Foulelfmeter) 1:2 Benzema (47.) | Frankreich | Aufstellung Portugal gegen Frankreich |
| Portugal                                                     | Lloris (27.), Hernández (36.), Griezmann (40.), Kimpembe (83.) | | Frankreich | Aufstellung Portugal gegen Frankreich |
| Portugal                                                     | Star des Spiels: Karim Benzema (Frankreich) | | Frankreich | Aufstellung Portugal gegen Frankreich |
| 3. Spieltag                                                  | | |            |                                       |
| 23. Juni 2021 um 21:00 Uhr (MESZ) in Budapest (Puskás Aréna) | | |            |                                       |
| Zuschauer: 54.886                                            | | |            |                                       |
| Schiedsrichter: Antonio Mateu Lahoz ( Spanien) 6             | | |            |                                       |
| Spielbericht                                                 | | |            |                                       |

Der amtierende Welt- sowie der Europameister bestritten 2016 das EM-Finale. Paul Pogba spielte relativ früh in der Partie aus der eigenen Hälfte einen präzisen Pass in den Lauf von Kylian Mbappé, der sich bereits vor dem gegnerischen Strafraum befand und gegen den Keeper Rui Patrício sogleich parieren musste. Nach 27 Minuten brachte João Moutinho einen Freistoß in den französischen Sechzehnmeterraum, den Hugo Lloris mit der Faust abwehrte, dabei jedoch Danilo Pereira am Kopf traf. Cristiano Ronaldo verwandelte den folgenden Strafstoß in die linke Ecke, während Lloris sich für die andere Torseite entschied. In der Nachspielzeit der ersten Halbzeit chippte Pogba den Ball wieder auf Mbappé, der sich bereits im Strafraum befand. Verteidiger Nélson Semedo berührte diesen leicht mit dem Arm, woraufhin der französische Stürmer zu Boden ging und der Schiedsrichter einen umstrittenen Foulelfmeter gab; Karim Benzema, der erstmals seit Oktober 2015 nach einer mehrjährigen Pause in der Nationalmannschaft wieder für sein Land traf, verwertete anschließend zum Ausgleichstreffer. Kurz nach dem Seitenwechsel war es wieder Pogba, der einen gefühlvollen Pass in den Lauf Benzemas spielte, welcher erneut traf und Frankreich in Führung brachte. Nach einer Stunde berührte Jules Koundé in seinem erst zweiten A-Länderspiel im eigenen Strafraum einen Ball von Cristiano Ronaldo mit der Hand, woraufhin der dritte Elfmeter dieser Partie folgte, den Cristiano Ronaldo sicher ins Tor beförderte. Der Portugiese zog mit seinem 109. Länderspieltreffer mit dem bisherigen alleinigen Rekordhalter Ali Daei (Iran) gleich. Portugal wurde durch das Remis und da Deutschland ebenfalls unentschieden gespielt hatte, zum besten Gruppendritten und zog mit den Deutschen sowie Frankreich ins Achtelfinale ein.